# Curitiba
Curitiba è una città del Brasile, capitale dello Stato del Paraná, uno dei 3 Stati della Regione Sud del paese, situata a 945 metri di altitudine nell'altopiano del fiume Paraná, a un centinaio di chilometri a ovest delle coste dell'oceano Atlantico. È l'ottava città più popolata del paese, e soprattutto una delle più grandi della Regione Sud, con una popolazione urbana che ammonta a 1 933 105 abitanti. È la principale città della Regione Metropolitana di Curitiba, costituita da 26 municipi con una popolazione totale di 3 172 357 abitanti su una superficie complessiva di 15447 km², essendo quindi anche l'ottava area metropolitana più popolata del Brasile.
Tuttora è una metropoli fortemente cosmopolita, nel 2008 fu considerata la capitale con la migliore qualità della vita di tutto il Brasile, con un polo industriale talmente diversificato da raggiungere il quarto posto tra le città più economicamente avanzate dell'America Latina.
Nel 2010 è stata premiata come la città più ecosostenibile del mondo ai Globe Sustainable City Award, concorso che è stato istituito per riconoscere quelle città che si distinguono per il loro sviluppo urbano eco-sostenibile.

## Geografia fisica

### Territorio
Curitiba è posta nell'area biogeografica della foresta umida di Araucaria, una particolare ecoregione della foresta atlantica, nell'altopiano del Paraná, che è circondato da pianure alluvionali.
La città si estende su una superficie di 432,17 km².

### Idrografia

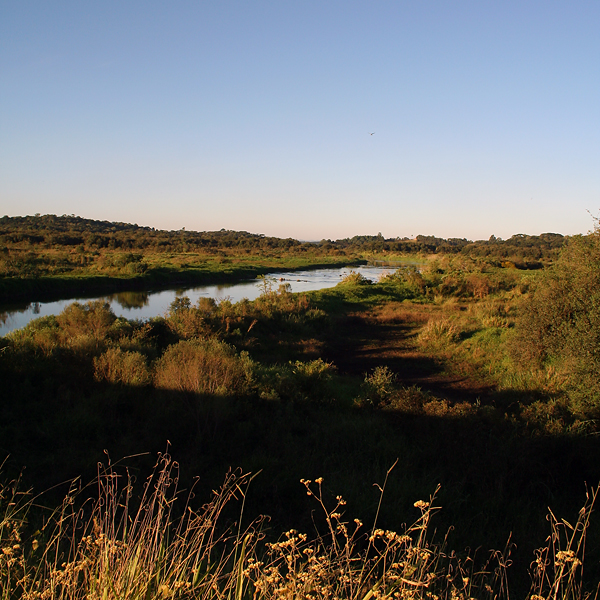
Il fiume Iguaçu, che scorre verso la parte meridionale della città

Il bacino idrografico della regione di Curitiba è costituito da più fiumi e corsi d'acqua che attraversano la città seguendo percorsi diversi, e sono raggruppati in ben sei bacini fluviali. I fiumi principali che formano gli spartiacque della città sono l'Atuba, il Belém, il Barigüi, il Passaúna, il Ribeirão dos Padilhas e l'Iguazú. Sin dagli anni settanta, Curitiba ha lavorato a delle soluzioni per ridurre l'impatto dell'urbanizzazione sull'orografia dei fiumi. Un esempio ci è riportato dalla costruzione di parchi con laghi artificiali lungo i fiumi, che trattengono l'acqua per lunghi periodi di tempo, riducendo così il rischio di inondazioni.
Attualmente, in seguito a svariati studi sui corsi d'acqua locali, quasi tutti i fiumi sono stati sottoposti a processi di canalizzazione. Metodi alternativi messi in atto per minimizzare gli effetti dell'urbanizzazione sono l'implementazione di programmi di educazione, ispezione e monitoraggio dell'ambiente, l'elaborazione e l'applicazione di legislazioni, e la realizzazione di particolari infrastrutture.

### Morfologia

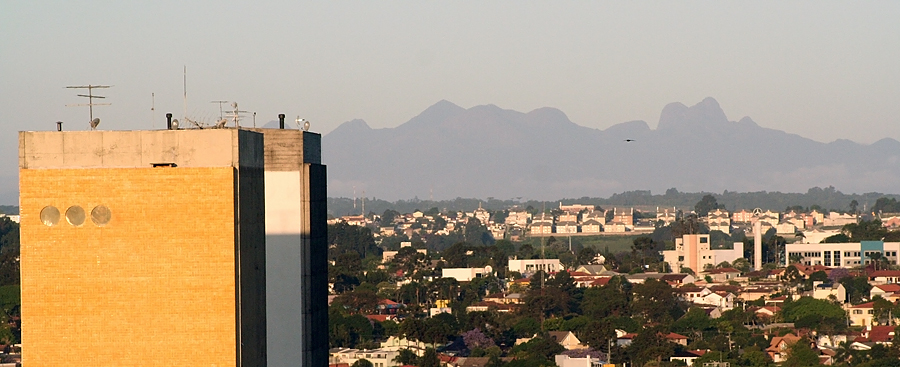
La catena montuosa della "Serra do Mar"

Curitiba ha una topografia costituita da un territorio semi-collinare, che garantisce alla città una forma particolarmente regolare. La parte municipale ha un'altitudine media di 934,6 metri sopra il livello del mare: il punto più alto è a nord, a ben 1 021 metri di altitudine, e quello più in basso a sud, esattamente a 864 metri.
Sono presenti una catena montuosa e una serie di colline rocciose che circondano il centro della città: la più notevole e la più impressionante è la Serra do Mar (termine portoghese che sta per Catena montuosa del Mare), situata nella parte orientale dell'altopiano separante dalla costa del Paraná.

### Clima

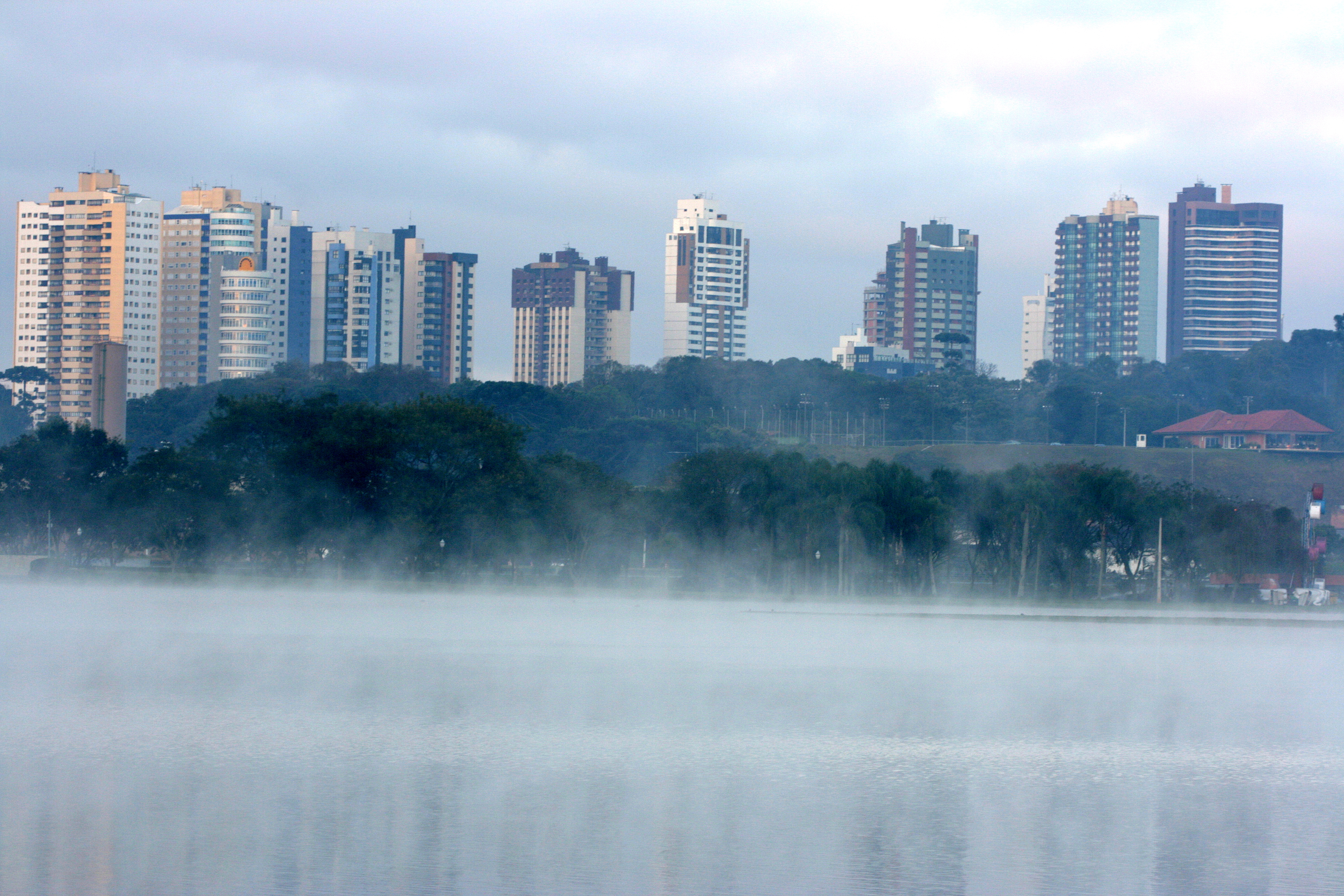
Panorama cittadino invernale

Curitiba presenta un clima tipico delle zone marittime temperate o, stando alla classificazione dei climi di Köppen, un clima subtropicale d'alta quota. Situata nel Brasile meridionale, quest'umida città si estende in una zona caratterizzata da un clima temperato. Le pianure alluvionali nei dintorni contribuiscono a mitigare gli inverni della città, con una temperatura media massima sui 18-20 °C nel mese più freddo, che tende talvolta a scendere di pochi gradi sopra lo zero nelle giornate più fredde. Durante l'estate, la temperatura media si mantiene intorno ai 22 °C, ma non sono rare giornate in cui il termometro può raggiungere i 30 °C, anche se non con la stessa frequenza delle altre città brasiliane. Si sono infatti verificate più volte nevicate clamorose negli anni 1889, 1892, 1912, 1928, 1942, 1955, 1957, 1962, 1975, 1979, 1981 e 1988. Tra le ventisei capitali degli Stati del Brasile, Curitiba è la città più fredda, per via soprattutto della sua altitudine, nonostante si trovi a soli 600 chilometri di distanza da Porto Alegre, la capitale di Stato più meridionale del paese, collocato perlopiù al livello del mare. Non sono insolite ondate di calore invernali o gelide folate durante il periodo estivo, e può accadere che nell'arco di una sola giornata si verifichino notevoli variazioni atmosferiche, come è comune nel clima subtropicale. Diversissimi fattori contribuiscono alla variabilità del clima della città: la presenza di montagne circondanti un territorio pianeggiante, disposte a un raggio di 40 chilometri dal centro della città comporta un isolamento dalle correnti aeree: spesso, infatti, nelle fredde mattinate invernali sono presenti fitte nebbie che circondano il paesaggio della città. La piattezza del territorio impedisce un rapido drenaggio dell'acqua dopo fenomeni piovosi, che diventa così un'ottima fonte di vapore acqueo per l'atmosfera. Dall'Antartide e dall'Argentina provengono correnti d'aria fredda durante tutto il periodo dell'anno, e queste sono responsabili di tempeste tropicali in estate e di ondate di freddo in inverno. Si possono muovere con estrema velocità, con non più di un giorno di differenza tra l'inizio dei venti meridionali e l'arrivo della pioggia. Il clima di Curitiba è anche influenzato da masse di aria secca che dominano il Brasile medio-orientale per la maggior parte dell'anno, garantendo un tempo fresco e asciutto, soprattutto durante l'inverno.
Si registrano inoltre 1500 mm di precipitazioni annuali. La piovosità è infatti una delle caratteristiche principali del clima della città. Ciò è dovuto - oltre ad altre ragioni - alla deforestazione massiccia nella catena della Serra do Mar, che costituisce una vera e propria barriera contro le umide correnti marittime.
| Fonte: Weatherbase    | Mesi | Mesi | Mesi | Mesi | Mesi | Mesi | Mesi | Mesi | Mesi | Mesi | Mesi | Mesi | Stagioni | Stagioni | Stagioni | Stagioni | Anno |
| Fonte: Weatherbase    | Gen  | Feb  | Mar  | Apr  | Mag  | Giu  | Lug  | Ago  | Set  | Ott  | Nov  | Dic  | Est      | Aut      | Inv      | Pri      | Anno |
| --------------------- | ---- | ---- | ---- | ---- | ---- | ---- | ---- | ---- | ---- | ---- | ---- | ---- | -------- | -------- | -------- | -------- | ---- |
| T. max. media (°C)    | 26   | 26   | 25   | 22   | 20   | 19   | 19   | 20   | 20   | 22   | 23   | 25   | 25,7     | 22,3     | 19,3     | 21,7     | 22,3 |
| T. min. media (°C)    | 17   | 17   | 16   | 14   | 11   | 8    | 8    | 9    | 10   | 12   | 14   | 16   | 16,7     | 13,7     | 8,3      | 12       | 12,7 |
| T. max. assoluta (°C) | 34   | 34   | 32   | 31   | 30   | 30   | 32   | 31   | 32   | 33   | 34   | 35   | 35       | 32       | 32       | 34       | 35   |
| T. min. assoluta (°C) | 5    | 7    | 5    | 1    | −2   | −3   | −5   | −2   | −1   | 3    | 6    | 8    | 5        | −2       | −5       | −1       | −5   |
| Giorni di pioggia     | 15   | 12   | 13   | 11   | 10   | 8    | 9    | 9    | 12   | 12   | 12   | 14   | 41       | 34       | 26       | 36       | 137  |

## Origini del nome
Secondo un'ipotesi accreditata, il nome Curitiba deriverebbe dall'unione di due parole della lingua tupi: kurí tyba, che significa molti semi di pino, e ciò sarebbe dovuto alla grande presenza di una varietà di pini del Paraná presenti nella regione prima che la città fosse costruita. Si può interpretare il nome stesso della città anche come un'unione delle due parole Tupi kuri (pino) e tyba (grande presenza).
Il colono portoghese che fondò un villaggio nel 1693 lo chiamò Vila da Nossa Senhora da Luz dos Pinhais (Città della Nostra Signora della Luce dei Pini). Il nome venne cambiato in Curitiba nel 1721. Curitiba divenne ufficialmente una città nel 1812, inizialmente sotto il nome di Curityba. Inoltre, alcune fonti mostrano l'esistenza di un'altra variante ortografica del nome della città: Coritiba. Si suppose, per un breve periodo di tempo, che questa variante fosse diventata dominante per via del suo largo uso nella stampa e nei documenti di Stato, ma un decreto del 1919 definì questa controversia sancendo Curitiba come nome ufficiale per la città.

## Storia
Curitiba è stata fondata il 29 marzo 1693 da coloni portoghesi. Con l'apertura di collegamenti con altre città, soprattutto con quelle della costa, è divenuta un importante centro commerciale e industriale. Nel 1853 divenne la capitale della provincia del Paraná e da allora la città ha subito una crescita vigorosa ma regolare e costante, grazie all'arrivo di numerosi immigrati europei nel XIX secolo, per la maggior parte tedeschi, polacchi, ucraini e italiani, che ha contribuito a rendere la città culturalmente eterogenea. Nel corso della propria storia, la città ha sperimentato e applicato diversi piani urbanistici e messo in atto legislazioni per contenere la crescita incontrollata della città, al punto da divenire nota in tutto il mondo per le sue innovazioni e la cura dell'ambiente urbano.

## Monumenti e luoghi d'interesse
- Edificio Moreira Garcez

## Flora e fauna

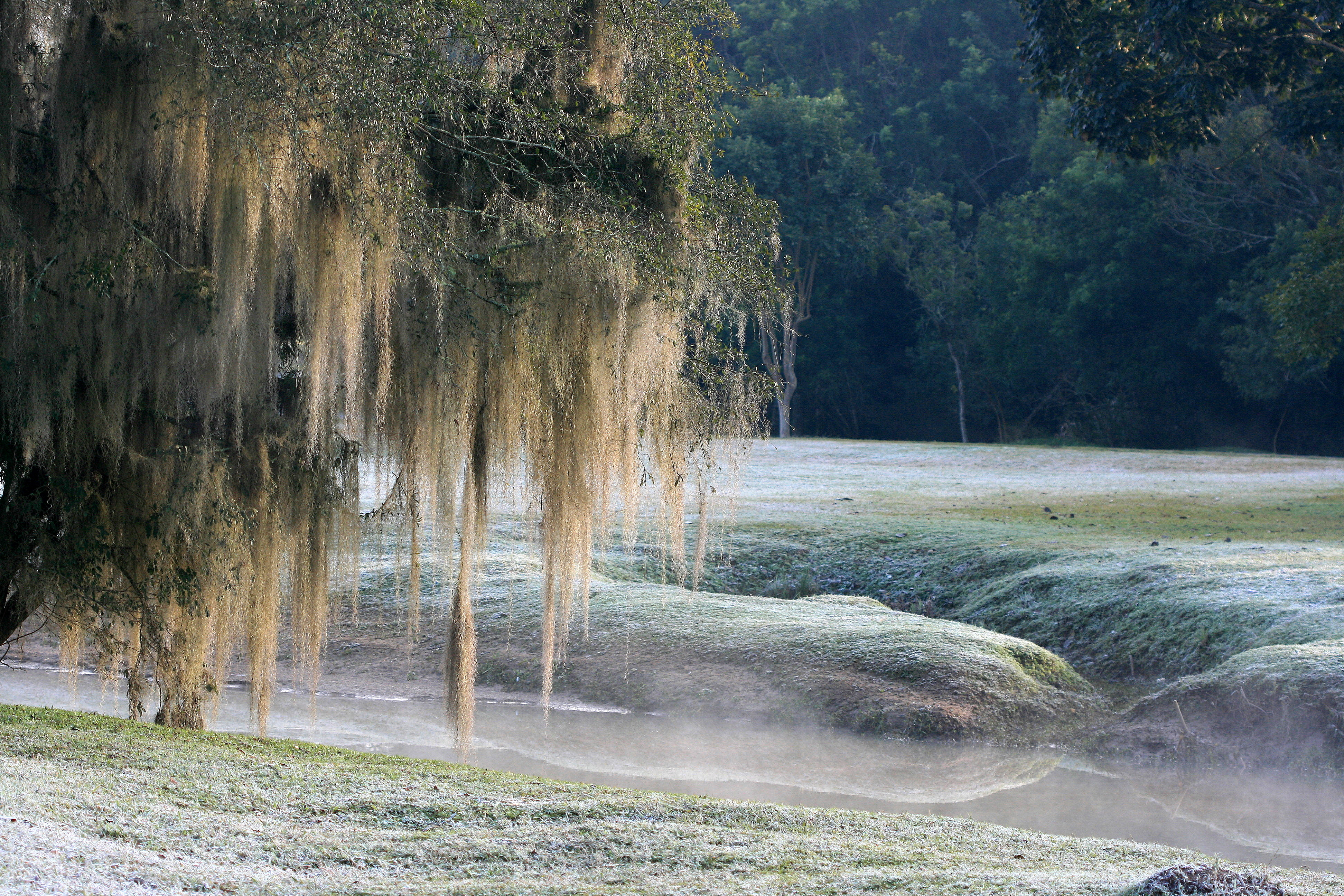
Un parco cittadino con la caratteristica brinata invernale

Nella regione di Curitiba è possibile ritrovarsi in ambienti come steppe, foreste di araucaria e altri tipi di ecosistemi. Nella vegetazione locale sono tuttora presenti alcune specie di araucarie tra cui il pino del Paraná (Araucaria angustifolia), sopravvissuti alla massiccia e impattante urbanizzazione del territorio. Il pino del Paraná è presente in aree pubbliche, nei parchi e aree private, esso è attualmente una specie tutelata da una legislazione ambientale che ne impedisce lo sfruttamento industriale. Il Segretariato Municipale dell'Ambiente è proprietario di un giardino botanico e di tre serre, ed è responsabile della produzione annuale di 150 000 specie di alberi indigeni ed esotici, 16 000 di alberi da frutto, 260 000 di piante da sottobosco, nonché del mantenimento di 350 000 piantine.
L'area verde complessiva di Curitiba è la più estesa di tutte le città brasiliane. La vegetazione di Curitiba si caratterizza inoltre per la presenza di una grande quantità di ipê (alberi caducifoglie appartenenti alla famiglia delle tebuia, genere Tabebuia, - Bignoniacee) dal colore porpora, o giallo, che garantiscono alla città una bellissima colorazione verso la fine dell'inverno. Attualmente, le ipê gialle sono gli alberi più comuni della città.

## Geografia antropica

### Suddivisioni amministrative
Curitiba è suddivisa in nove amministrazioni regionali (sottoprefetture), che gestiscono i 75 distretti del comune.

## Società

### Evoluzione demografica

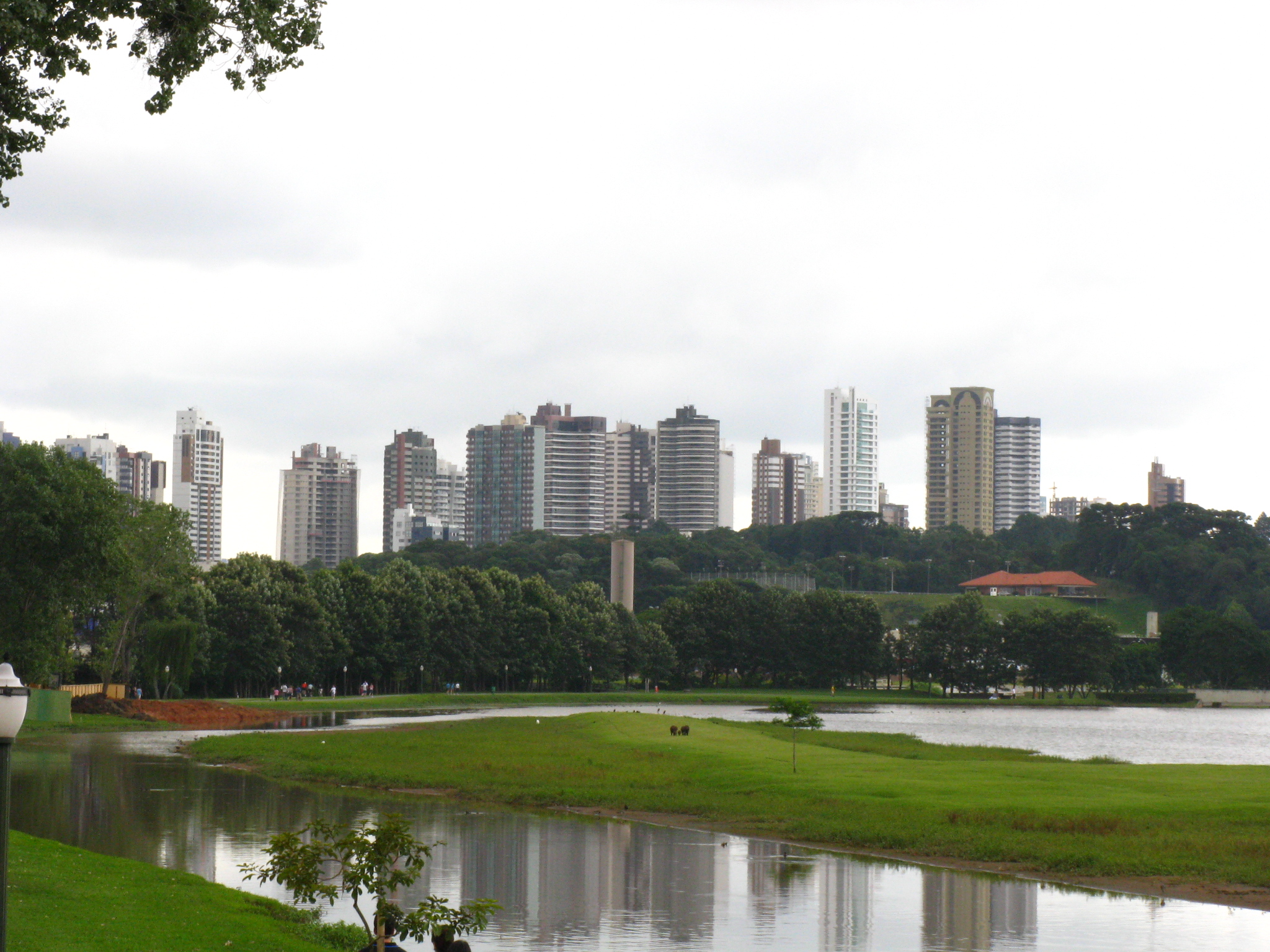
Curitiba vista dal Parco Barigui

Curitiba è una città che ha avuto una forte crescita urbana; nel 1950 era popolata da 300 000 abitanti, ma già negli anni novanta ha superato i due milioni.
La popolazione di Curitiba, stando al censimento stilato nel 2010, è di 1 746 896 abitanti (832 500 sono di sesso maschile e 914 396 femminile). La densità di popolazione raggiunge i 4 132,3 abitanti per km², stando ai dati raccolti dall'Istituto Brasiliano di Geografia e Statistica. Già secondo le stime del censimento demografico del 2000, Curitiba risultava la settima città più popolosa del Brasile. Nello stesso anno, la città si guadagnò il primo posto per la più alta aspettativa di vita (72 anni) rispetto alle altre città del Paese. L'area metropolitana ha una popolazione di 3 172 357 abitanti.
La maggiore densità abitativa si riscontra nella parte meridionale della città: il quartiere più popoloso è la Cidade Industriale, con ben 174 383 abitanti registrati nel 2005. Il quartiere con la maggiore densità demografica è Água Verde, con un valore pari a 10476 ab./km².
Sempre secondo i dati diffusi dal censimento realizzato nel 2000 dall'Istituto Nazionale di Geografia e Statistica, la mortalità infantile aveva una percentuale pari a 24,26 vittime ogni mille bambini, il tasso di fecondità corrispondeva a 1,74 figli per una donna e l'alfabetizzazione era pari al 96,63%. Secondo il Programma delle Nazioni Unite per lo Sviluppo, nel 2000 l'indice di sviluppo umano era di un valore pari a 0,856, il reddito economico a 0,846, la qualità della vita a 0,776 e l'educazione a 0,946.

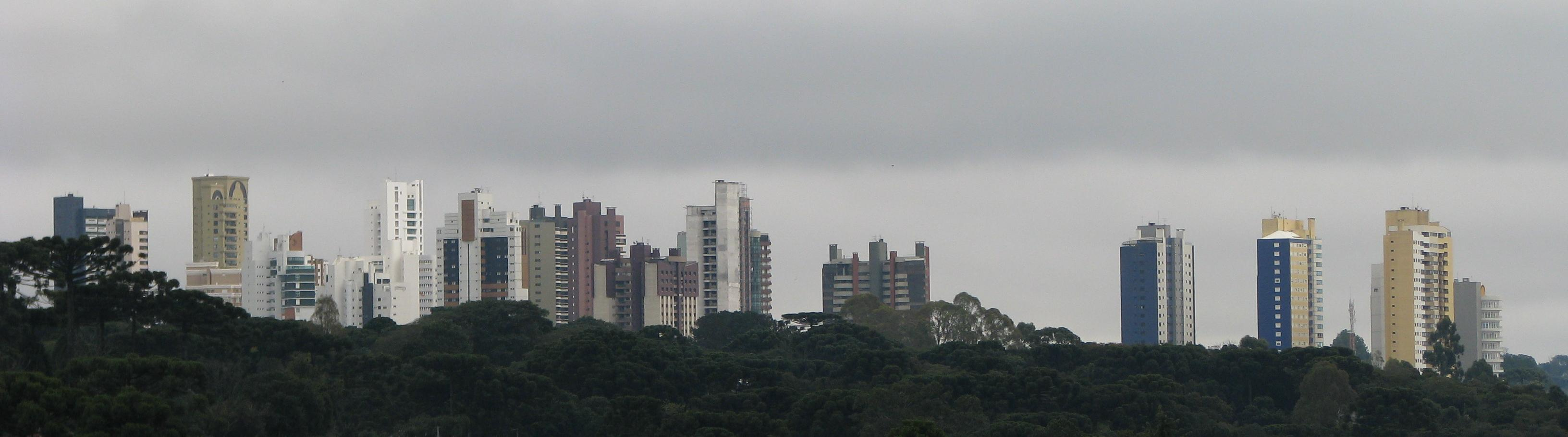
La città vista dal quartiere Santa Quitéria

### Etnie e minoranze straniere

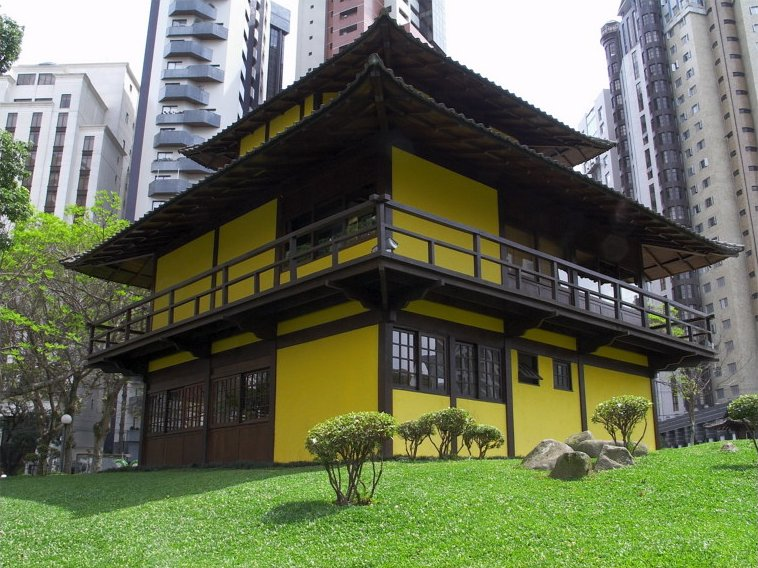
Praça do Japão, il memoriale all'immigrazione giapponese in Brasile

La popolazione di Curitiba è il risultato dell'incontro di tre etnie fondamentali che costituiscono la popolazione brasiliana: gli amerindi, gli europei e gli africani. Successivamente, con l'arrivo di immigrati, soprattutto polacchi, ucraini, italiani, tedeschi e giapponesi, si è assistito alla nascita di una cultura particolare, che caratterizza la popolazione della città, nei suoi valori e nel suo stile di vita. Secondo un censimento del 2009, stilato dall'Istituto Nazionale di Statistica, la popolazione di Curitiba è composta da bianchi di discendenza europea (77,4%), meticci (18,2%), neri (2,9%) e da discendenti di popolazioni indigene e asiatiche (1,4%).
Come la maggior parte delle regioni meridionali del Brasile, Curitiba è popolata soprattutto da brasiliani di origine europea. I primi europei che arrivarono nella regione nel XVII secolo erano di origine portoghese. Molti di questi sono entrati in contatto e si sono mescolati con i popoli indigeni e gli schiavi africani.
Nel XIX secolo aumentarono i flussi migratori da altri paesi. Nel 1828 i primi immigrati tedeschi si insediarono proprio nel Paraná. Tuttavia, un gran numero di immigrati provenienti dalla Germania, durante il settimo decennio del XIX secolo, si stabilirono nella sola città di Curitiba, spostandosi dalla precedentemente insediata regione di Santa Catarina; erano molti anche i tedeschi provenienti dalla regione del Volga.

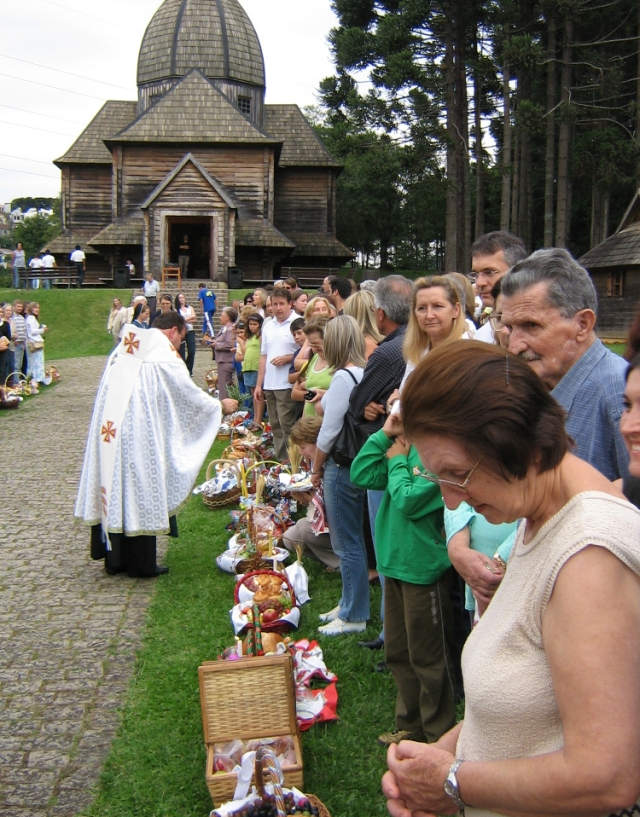
Brasiliani di discendenza ucraina mentre celebrano il rito della Pasqua ortodossa a Curitiba

Gli immigrati che arrivarono dalla Polonia nel 1871 si stabilirono nelle zone rurali prossime alla città. La loro presenza ha fortemente influenzato l'agricoltura della regione. Curitiba è infatti, dopo Chicago, la seconda maggiore colonia polacca del mondo. Il Memoriale all'Immigrazione Polacca fu inaugurato il 13 dicembre del 1980, in vista dell'arrivo in città di papa Giovanni Paolo II nello stesso anno. La sua superficie complessiva è di 46 000 metri quadrati, situata dove in origine vi era una fabbrica adibita alla produzione di cera.
Gli immigrati italiani cominciarono ad arrivare in Brasile nel 1875 e, più precisamente, a Curitiba nel 1878. La maggior parte di questi provenivano dal Veneto, dal Trentino-Alto Adige (anche se all'epoca non faceva parte dell'Italia ma dell'Austria-Ungheria, e tuttora i discendenti di quegli immigrati dal Trentino-Alto Adige si considerano non italiani ma tirolesi) e da altre zone dell'Italia settentrionale e centrale, si sono capillarmente distribuiti in città, ma sono raggruppati soprattutto nel settore suburbano di Santa Felicidade, che ha l'arredo urbano e l'architettura di una cittadina veneta, e ospita ancora oggi la maggiore comunità italiana di Curitiba.
Nell'abitato di Santa Felicitade si trovano alcuni tra i più apprezzati grandi ristoranti di Curitiba, meta di spostamenti collettivi dal centro della città nelle festività, la cucina ricalca molto spesso l'interpretazione locale delle preparazioni italiane.

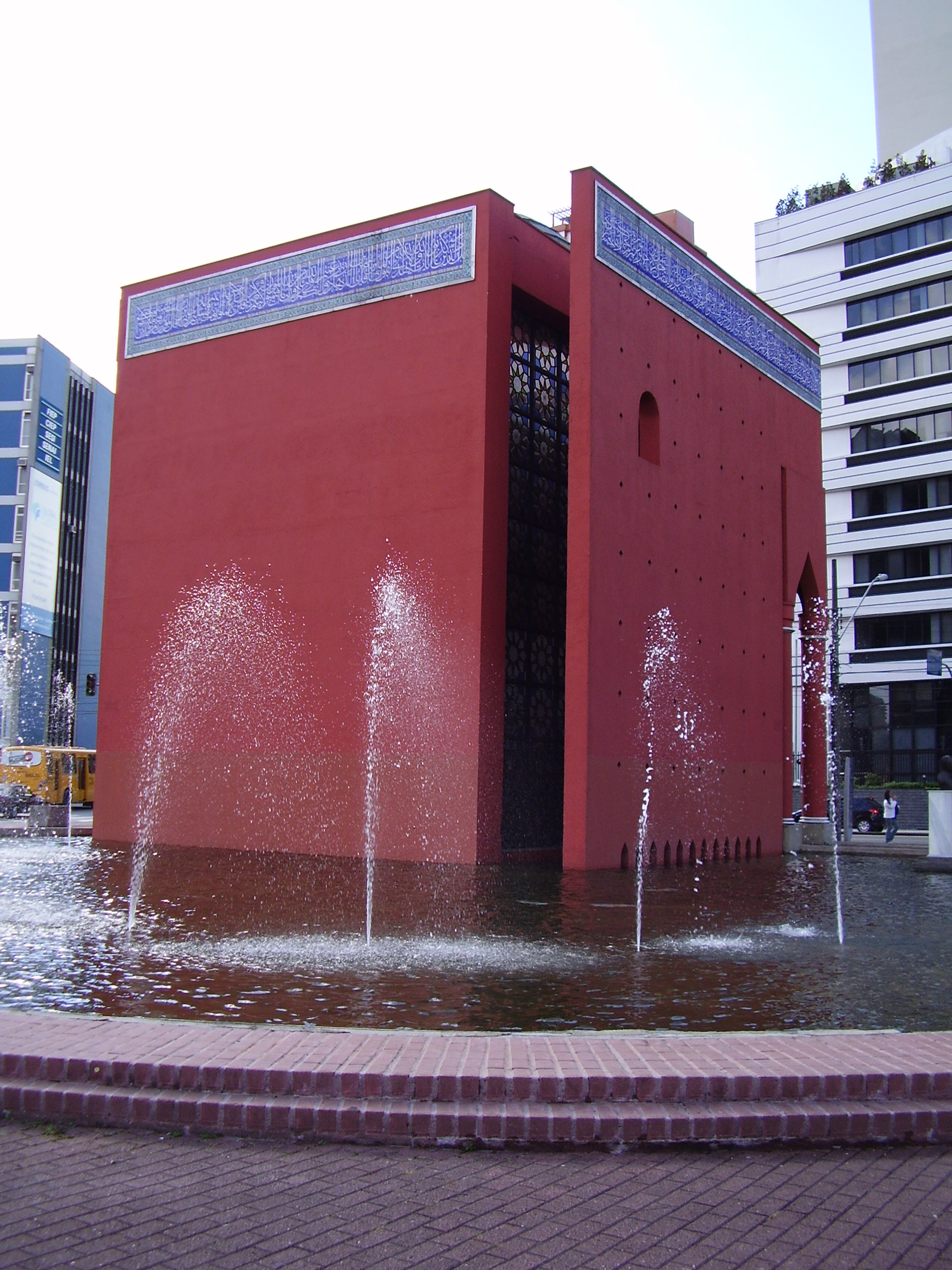
Il memoriale all'immigrazione araba

Un grande numero di immigrati ucraini si stabilì a Curitiba negli anni tra il 1895 e 1897, quando arrivarono circa 20 000 persone. La maggior parte di questi erano contadini provenienti dalla Galizia, che emigrarono in Brasile in cerca di migliori terreni da coltivare. Si stima che oltre 300 000 brasiliani che vivono nella sola regione del Paraná abbiano origini ucraine. Lo Stato del Paraná è infatti la più grande colonia slava al di fuori dell'Europa.
Inoltre a Curitiba vi è una consistente comunità ebraica, originariamente stabilitasi nel 1870. Gran parte della popolazione ebraica si è assimilata con il resto dalla popolazione. Nel 1937, con la salita al potere del nazismo in Germania, numerosi ebrei tedeschi impiegati nel mondo accademico furono calorosamente accolti in Brasile, in particolare nella città di Curitiba.
Il fisico César Lattes, e gli ex sindaci Jaime Lerner e Saul Raiz sono infatti di origine ebraica. Nella città è presente un memoriale alle vittime dell'Olocausto nazista. Sono presenti inoltre un grande centro comunitario, una casa Habada (una Beit Chabad), due sinagoghe e due cimiteri ebraici, uno dei quali è stato vittima di profanazioni da parte di movimenti antisemiti nel 2004.
Gli immigrati giapponesi raggiunsero la regione nel 1915, stabilendosi soprattutto nella regione di San Paolo e nel Nord del Paraná, come nelle città di Maringá e Londrina; ciononostante, Curitiba rimane la città del Paraná con la maggiore presenza di abitanti di discendenza giapponese.
Nella città sono inoltre presenti altre popolazioni che si sono stabilite nel corso dei secoli XIX e XX, discese da immigrati provenienti da altre regioni dell'Est europeo, dalla Palestina, dalla Siria, dalla Russia e dalla Grecia.

### Qualità della vita
Nel 2007, secondo la rivista nordamericana Reader's Digest, è la città con la migliore qualità della vita di tutto il Brasile.
È la capitale ecologica del Brasile, grazie ai suoi 55 metri quadrati di area verde per persona. Qui è stata ideata negli anni settanta la prima isola pedonale del mondo. Curitiba rappresenta un esempio pratico di una città ecologica e che dà reale valore all'ecosistema. Ogni cosa è rapportata alla ecosostenibilità. Per raggiungere questo obiettivo gli amministratori si sono voluti impegnare a fondo, se fino a pochi anni fa la realtà era ben diversa.
In mezzo secolo la località si è trasformata da un centro di produzione agricolo in un centro commerciale e industriale, stravolgendo quindi gran parte della sua economia produttiva e, anche se titolata la città più ecologica, spesso i lati negativi di questa sovradimensionamento evolutivo sono rappresentati da disoccupazione, degrado ambientale, traffico, malavita, ecc.

#### Le battaglie cittadine e i vantaggi di unacittà ecologica
Grazie a una visione oculata da parte delle amministrazioni locali la città si è trasformata in una specie di laboratorio vivente nel quale è stato testato un nuovo stile di vita non pianificato dall'alto ma coordinato da tutte le parti sociali. Questa nuova filosofia cittadina è nata verso la fine degli anni sessanta e nel 1971 è stata accolta e ufficializzata dal sindaco architetto e pianificatore Jaime Lerner.
La prima grande battaglia sostenuta e vinta dai cittadini è stata l'allontanamento del pericolo di inondazioni, che affliggeva il centro cittadino e per riuscire in questa impresa l'amministrazione ha dovuto sfoltire la giungla di abusivismo, caos urbanistico e mancanza di canali di drenaggio. Sempre in questa prima fase di progettazione con la natura sono state previste tutta quella serie di misure che hanno consentito di passare da mezzo metro quadrato di verde pro capite nel 1970 agli oltre cinquanta metri quadrati attuali.
La seconda grande battaglia è stata quella di tenere armonizzati e strettamente collegati la crescita urbanistica e una rete di trasporti capillare in grado di assicurare collegamenti rapidi tra case, uffici e negozi, per evitare congestionamenti e movimentazione caotica e selvaggia.
Un'altra battaglia svolta è stata di natura politico-sociale. Infatti nella città è stato anche attuato il programma Cambio Verde, un sistema pratico per sostenere le famiglie più bisognose e, allo stesso tempo, l'ambiente: i rifiuti prodotti dalle singole famiglie, come una sorta di raccolta differenziata, vengono pesati e venduti in cambio di prodotti ortofrutticoli forniti dall'associazione dei produttori rurali locali. Così facendo, si aiutano, anche se solo marginalmente, le persone nelle spese quotidiane per gli alimenti, le si avvicina coi fatti al concetto di valore del riciclo, e per i ceti che ne abbisognino, a un'alimentazione sana. In secondo luogo con tale sistema del valore del rifiuto, la città è mantenuta capillarmente pulita.
Un ultimo settore nel quale l'amministrazione è dovuta intervenire con innovazioni procedurali e di metodo è stato quello amministrativo-burocratico. Partendo dal presupposto che non esistano problemi specifici e isolati e quindi che le questioni vadano affrontate con una visione complessiva e integrata, se, ad esempio, un cittadino chiede una licenza, prima di ottenerla, deve documentare tutte quelle informazioni che consentano di ipotizzare l'impatto sulla pianificazione urbana (dai parcheggi alle infrastrutture).

## Cultura

### Istruzione
È la città con i più alti indici educativi di tutto il Paese: presenta infatti dei bassissimi tassi di analfabetismo e un'alta qualità d'istruzione.

#### Università

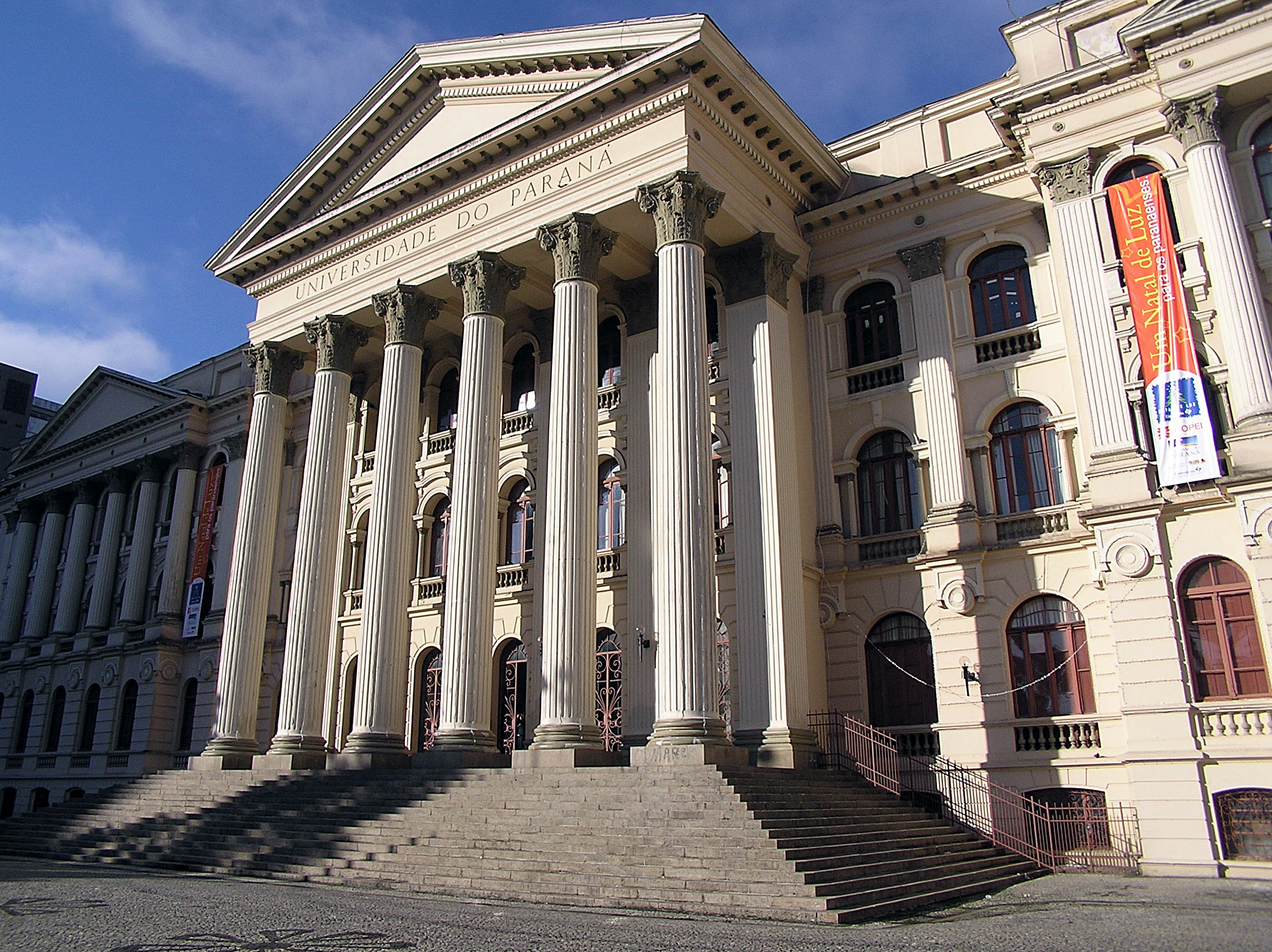
Universidade Federal do Paraná

- Università federale del Paraná (UFPR): è la principale università dello Stato con oltre 20 000 studenti e inoltre è stata la prima del Brasile, fondata nel 1912.
- Universidade Tecnológica Federal do Paraná (UTFPR)
- Instituto Federal de Educação, Ciência e Tecnologia do Paraná
- Universidade Positivo (UP)
- Universidade Estadual do Paraná (UNESPAR)
- Tuiuti University of Paranà (UTP)
- Pontifícia Universidade Católica do Paraná (PUCPR)
- Centro Universitário Curitiba (UNICURITIBA)
- Centro Universitário Internacional (UNINTER)

## Economia

### Energia rinnovabile
L'energia utilizzata come combustibile ed elettricità è tutta prodotta da fonti rinnovabili e di natura biologica, grazie anche, ma non solo, alle componenti utilizzabili della ampia produzione agricola.
I rifiuti raccolti nella città vengono rigenerati o trasformati in energia.

## Infrastrutture e trasporti
Curitiba è un importante snodo stradale del Brasile meridionale. Nella sua aerea metropolitana convergono diverse strade federali, come la BR-277. che la attraversa in senso est-ovest, e strade statali.

### Autobus
A Curitiba è stata creata la Rede Integrada de Transporte, un percorso stradale per autobus a transito rapido separato dalle strade utilizzate per le automobili, che è diventato una vera e propria metropolitana in superficie, con il vantaggio di essere estremamente più economico in fase di realizzazione e di manutenzione, e più sicuro. Grazie a questo sistema il 35% di coloro che possedevano un'auto ha trovato molto più conveniente e comodo tale sistema di trasporto, così che ha abbandonato l'auto nell'uso urbano. L'utilizzo di questo efficiente mezzo pubblico ha prodotto una sostanziale riduzione della pressione del traffico automobilistico.

## Amministrazione

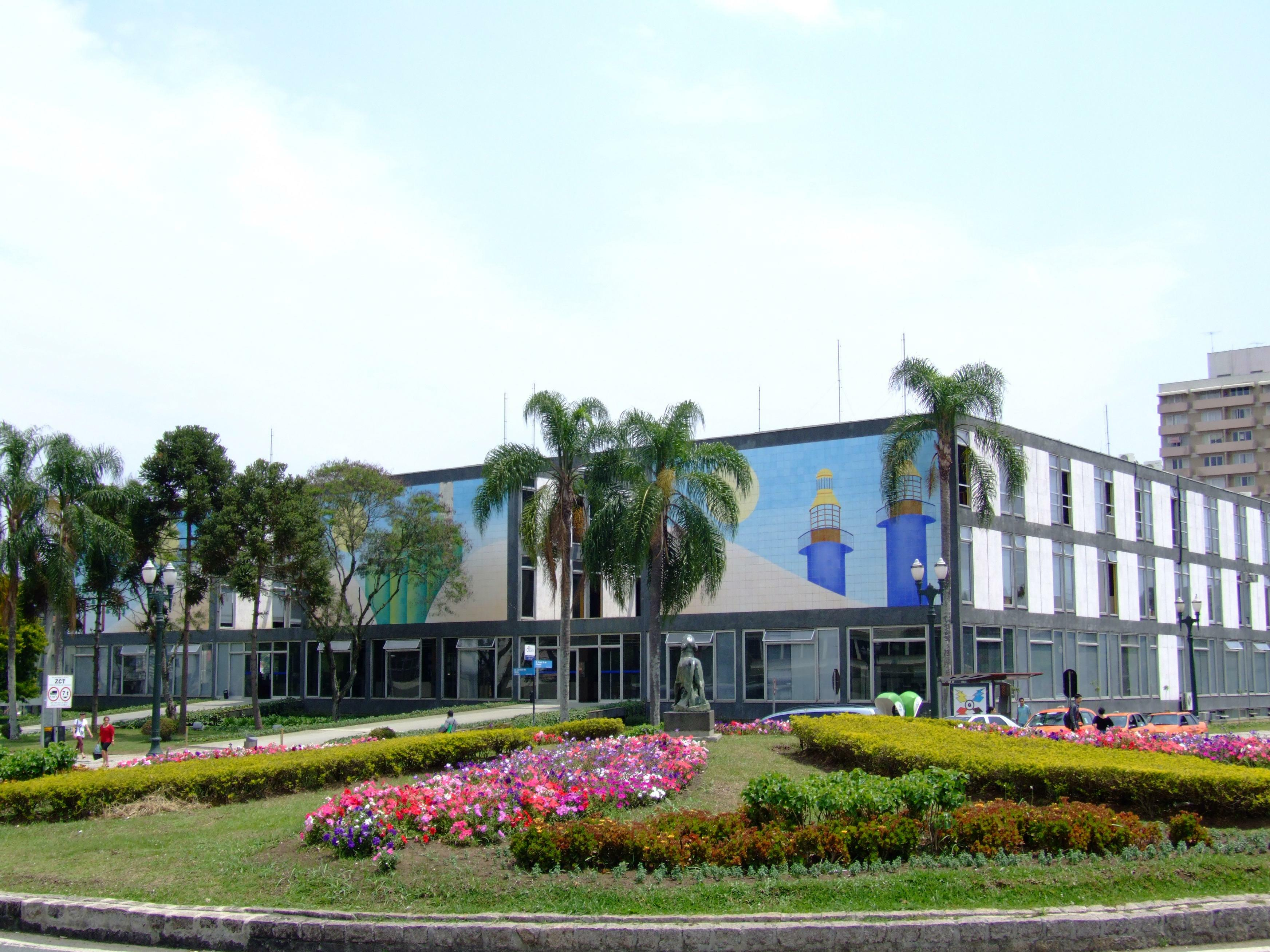
Il municipio della città

Il potere esecutivo è attualmente in mano al sindaco Rafael Greca (classe 1956, ingegnere civile ed urbanista, già sindaco dal 1993 al 1997), eletto il 30 ottobre 2016 e in carica dal gennaio 2017 (risultato annunciato già mezz'ora dopo la chiusura dei seggi elettronici), del vicesindaco Eduardo Pimentele e dai segretari municipali nominati dal sindaco. Il Consiglio Cittadino Curitiba è stato creato nel 1693, e ha un numero complessivo di 38 consiglieri.
Luoghi come il Palazzo di Giustizia di Comarca o il Tribunale della Giustizia dell'Estado do Paraná o il Ministério Publìco rappresentano il potere giudiziario della città di Curitiba.

### LaRua da Cidadania
La Rua da Cidadania ("Via della Cittadinanza") è il simbolo del decentramento amministrativo. È un'istituzione creata per la prefettura della città, con l'obbiettivo di decentrare gli organi pubblici e facilitare l'accesso della popolazione ai servizi in diversi settori come quelli della sanità, della giustizia, della sicurezza, dell'istruzione, dello sport, della casa, dell'ambiente e dell'urbanistica. Nella città numerose sedi di posti di lavoro dell'amministrazione pubblica sono collegate tra loro da trasporti pubblici.

### Gemellaggi[47]
- Asunción, dal 1999
- Akureyri, dal 2013
- Coimbra, dal 1975
- Cordova
- Cracovia, dal 1992
- Durban, dal 2010
- Guadalajara, dal 1999
- Hangzhou, dal 1999
- Himeji, dal 1984
- Jacksonville, dal 2009
- Lione
- Montevideo, dal 1990
- Murmansk
- Orlando, dal 1999
- Port Elizabeth
- Santa Cruz de la Sierra, dal 1989
- Suwon, dal 2009
- Treviso, dal 1993
- Offenbach am Main

## Sport
Le principali società calcistiche cittadine sono l'Athletico Paranaense, che disputa le sue partite interne presso lo stadio Joaquim Américo Guimarães, e il Coritiba, che gioca allo stadio Major Antônio Couto Pereira.

Un'altra importante squadra di calcio di Curitiba è il Paraná Clube, fondato nel 1989.